# Colobanthus hookeri
Colobanthus hookeri är en nejlikväxtart som beskrevs av Thomas Frederic Cheeseman.
Colobanthus hookeri ingår i släktet Colobanthus, och familjen nejlikväxter. Inga underarter finns listade i Catalogue of Life.